# Osmia marginipennis
Osmia marginipennis är en biart som beskrevs av Cresson 1878. Osmia marginipennis ingår i släktet murarbin, och familjen buksamlarbin. Inga underarter finns listade i Catalogue of Life.